# Anastasia Logounova
Anastasia Iourievna Logunova (en russe : Анастасия Юрьевна Логунова), née le 20 juillet 1990 à Moscou, est une joueuse russe de basket-ball. 

## Biographie
Elle est championne d'Europe de basket-ball des moins de 20 ans en 2010, vice-championne d'Europe de basket-ball des moins de 18 ans en 2008 et troisième du Championnat d'Europe des moins de 18 ans en 2007. Elle joue avec l'équipe de Russie féminine de basket-ball le Championnat d'Europe féminin de basket-ball 2015 et le Championnat d'Europe féminin de basket-ball 2019. Elle est également médaillée d'argent à l'Universiade d'été de 2013 à Kazan. En club, elle remporte notamment l'Euroligue féminine de basket-ball 2016-2017 avec le Dynamo Koursk.
Avec l'équipe de Russie féminine de basket-ball à trois, elle est vainqueur de la Coupe du monde de basket-ball 3×3 en 2017, finaliste en 2014 et 2018 et vainqueur de la FIBA 3x3 Europe Cup en 2017.
Elle est membre de l'équipe du comité olympique russe de basket-ball à trois  disputant les Jeux olympiques de Tokyo.

## Palmarès
- Médaille d'argent aux Jeux olympiques d'été de 2020 en basket à trois[2].